# Afzelia xylocarpa
Afzelia xylocarpa е вид растение от семейство Бобови (Fabaceae). Видът е застрашен от изчезване.

## Разпространение
Разпространен е в Камбоджа, Лаос, Мианмар, Тайланд и Виетнам.